# Chapska
Un chapska, aussi orthographié  shapska ou schapska est une coiffe militaire à visière à la forme d'un cône aux côtés concaves et se terminant par un « plateau » carré. Elle est empruntée aux Polonais et portée par les lanciers et les uhlans européens à partir du Premier Empire.
Le chapska d'origine polonaise est différent de la chapka russe.

## Forme et orthographe

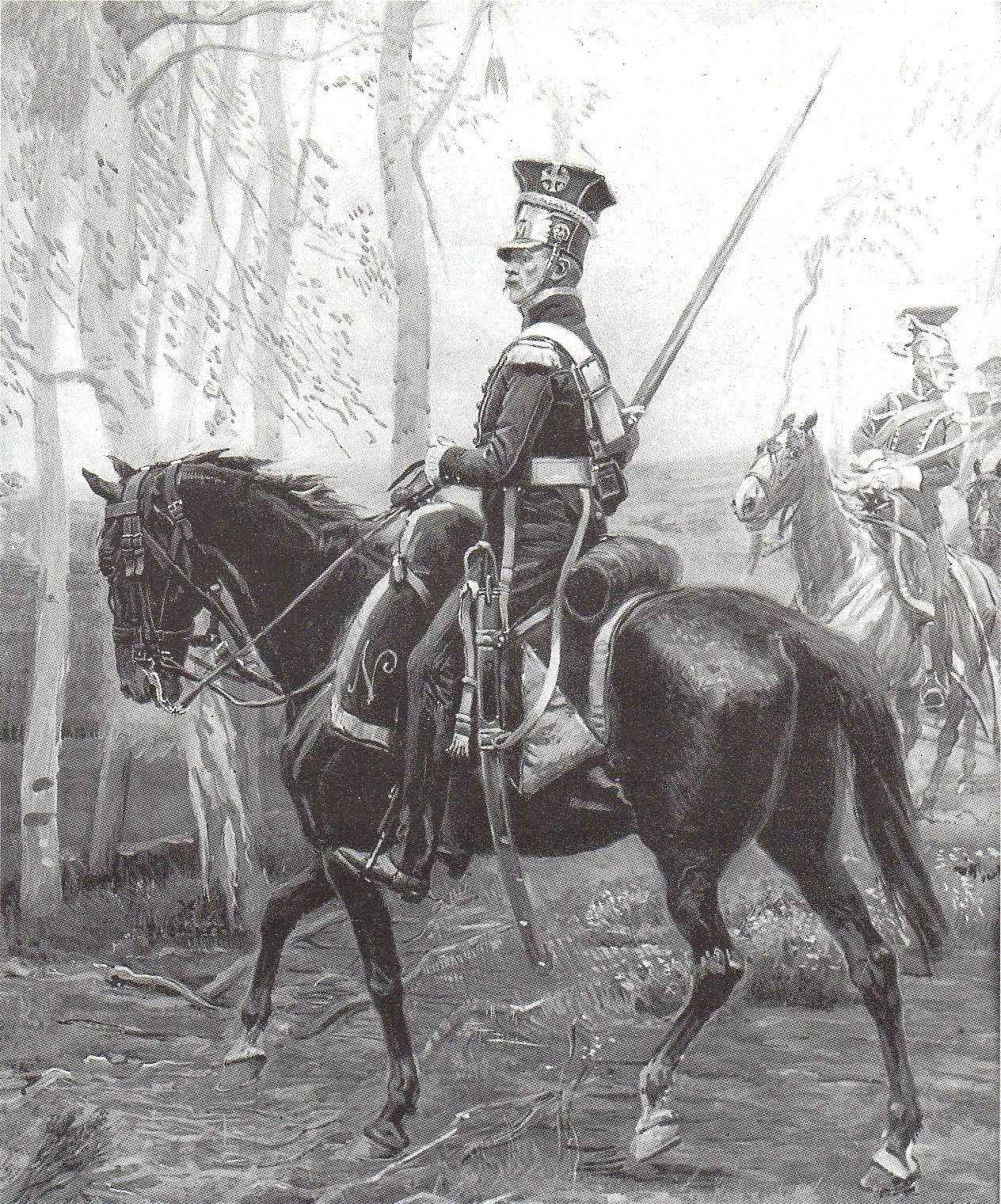
Lancier polonais du 1er régiment de la Garde impériale coiffé du chapska (par Alphonse Lalauze).

Chapska est la forme aujourd'hui consacrée par l'usage et les dictionnaires de référence. Les textes du XIXe siècle avaient tendance à utiliser également, en concurrence avec les formes mentionnées plus haut, Czapka, qui a le sens de casquette ou bonnet en polonais. Le Journal militaire de 1858 aurait utilisé la forme Czapaka, qui ne signifie cependant rien en polonais. Le Dictionnaire polyglotte de termes techniques militaires et de marine de 1868 référence la forme Czapska.
En France, le terme « polacre » est popularisé en 1808 avec la création de la Légion de la Vistule, dont certaines unités, comme le régiment de lanciers, portent la coiffe polonaise.